# سيرجيو كامبانا
سيرجيو كامبانا (بالإيطالية: Sergio Campana) هو محامي ولاعب كرة قدم إيطالي، ولد في 1 أغسطس 1934 في باسانو دل غرابا في إيطاليا. لعب مع نادي بولونيا ونادي فيتشينزا.

## وصلات خارجية
- سيرجيو كامبانا على موقع عالم كرة القدم.نت (الإنجليزية)